# Vol Aeroflot 892
Le 12 décembre 1986, un Tupolev Tu-134A effectuant le vol Aeroflot 892, un vol international régulier entre l'aéroport international de Minsk, en Biélorussie, et l'aéroport de Berlin-Schönefeld, en Allemagne de l'Est, avec une escale à l'aéroport de Prague-Václav-Havel, en Tchéquie, s'est écrasé dans une forêt, lors de l'approche vers l'aéroport de Berlin tuant 72 des 82 passagers et membres d'équipage à bord de l'appareil.

## Accident

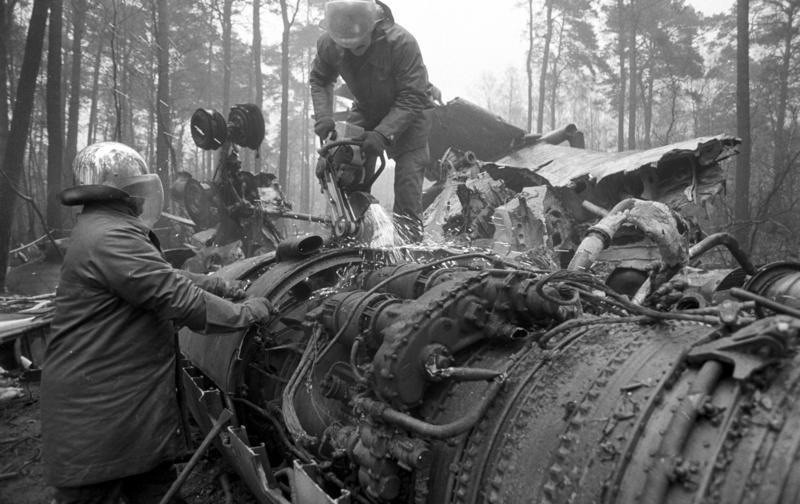
L'épave de l'appareil après le crash.

En raison des conditions météorologiques défavorables présentes à Berlin, le vol 892, initialement prévu entre Minsk, en Biélorussie, et Berlin-Est, en Allemagne, a été détourné vers Prague, en République tchèque. Une fois que la météo à Berlin s'est améliorée, le vol a pu décoller à nouveau vers sa destination d'origine. 
Le contrôleur aérien a alors autorisé les pilotes à atterrir sur la piste 25L (à gauche), mais lorsque l'avion entame l'approche finale, les feux de piste de la piste 25R (à droite), alors en cours de rénovation et fermée, se sont allumés. Le contrôleur a averti l'équipage en anglais qu'il s'agissait d'un test de maintenance des feux, mais en raison du manque de maîtrise de l'anglais par l'équipage, l'opérateur radio a compris que cela signifiait que l'avion devait atterrir sur la piste 25R. 

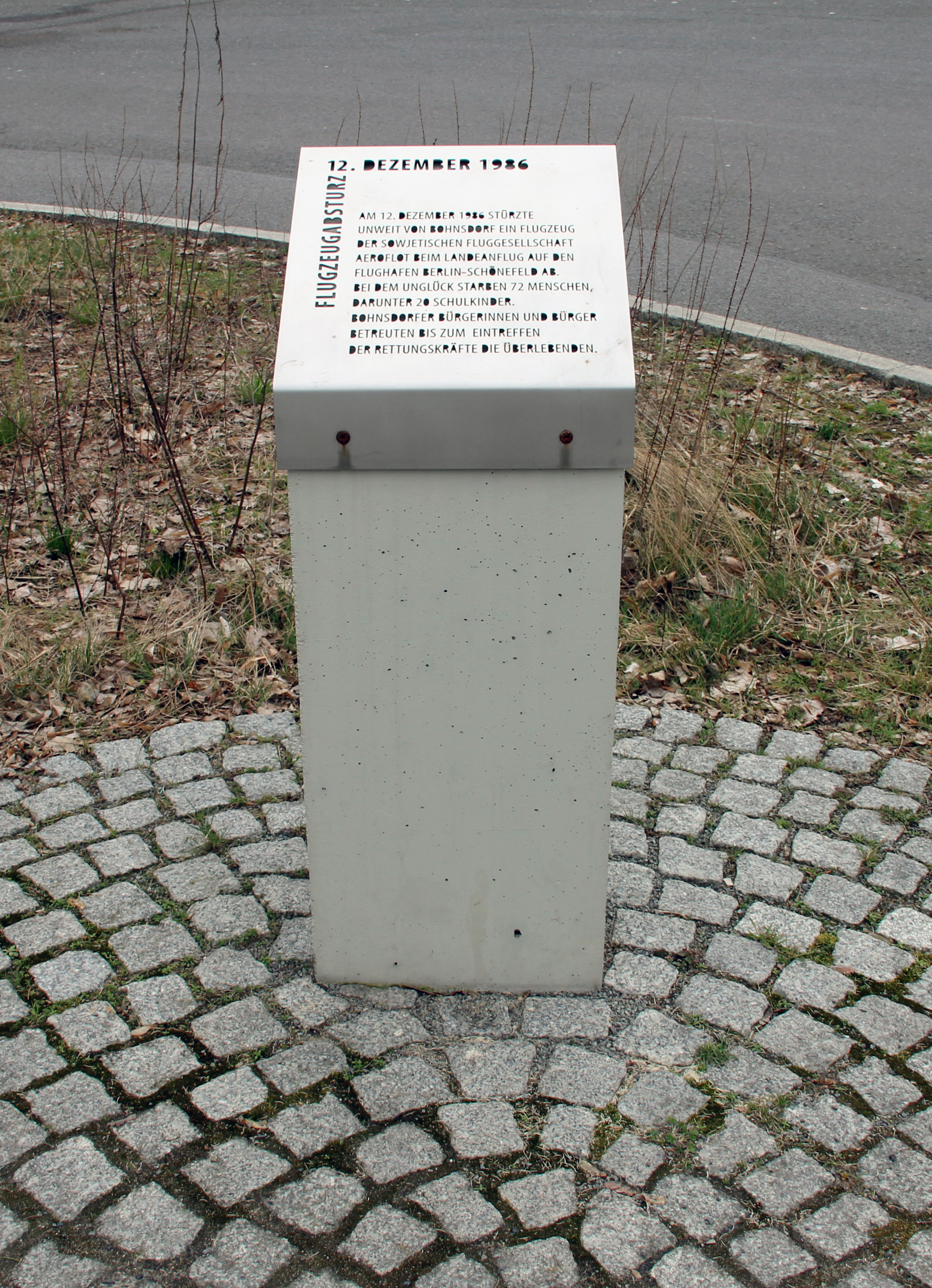
Mémorial en souvenir des victimes de l'accident.

Le pilote a désengagé le pilote automatique et modifié manuellement le cap vers la piste 25R, qui était à 460 mètres à droite de la piste 25L et 2 200 mètres plus près de la position de l'avion. L'erreur a été remarquée au sol, mais les avertissements sont passés inaperçus pendant un certain temps, en raison de discussions au sein de l'équipage. Une fois que l'équipage s'est rendu compte de son erreur, il a rapidement changer de trajectoire et réengager le pilote automatique, mais sans augmenter la poussée des moteurs de l'avion. 
L'appareil a heurté la cime de plusieurs arbres, puis s'est écrasé dans une forêt située à environ trois kilomètres du seuil de la piste 25L. Lors de l'impact, le carburant dans les réservoirs de l'avion s'est enflammé immédiatement. Les services de secours ont retrouvé douze survivants, mais deux sont décédés plus tard à l'hôpital. Au total, les neuf membres d'équipage et 63 des 73 passagers ont perdu la vie.